# Mayflowerská kompaktáta

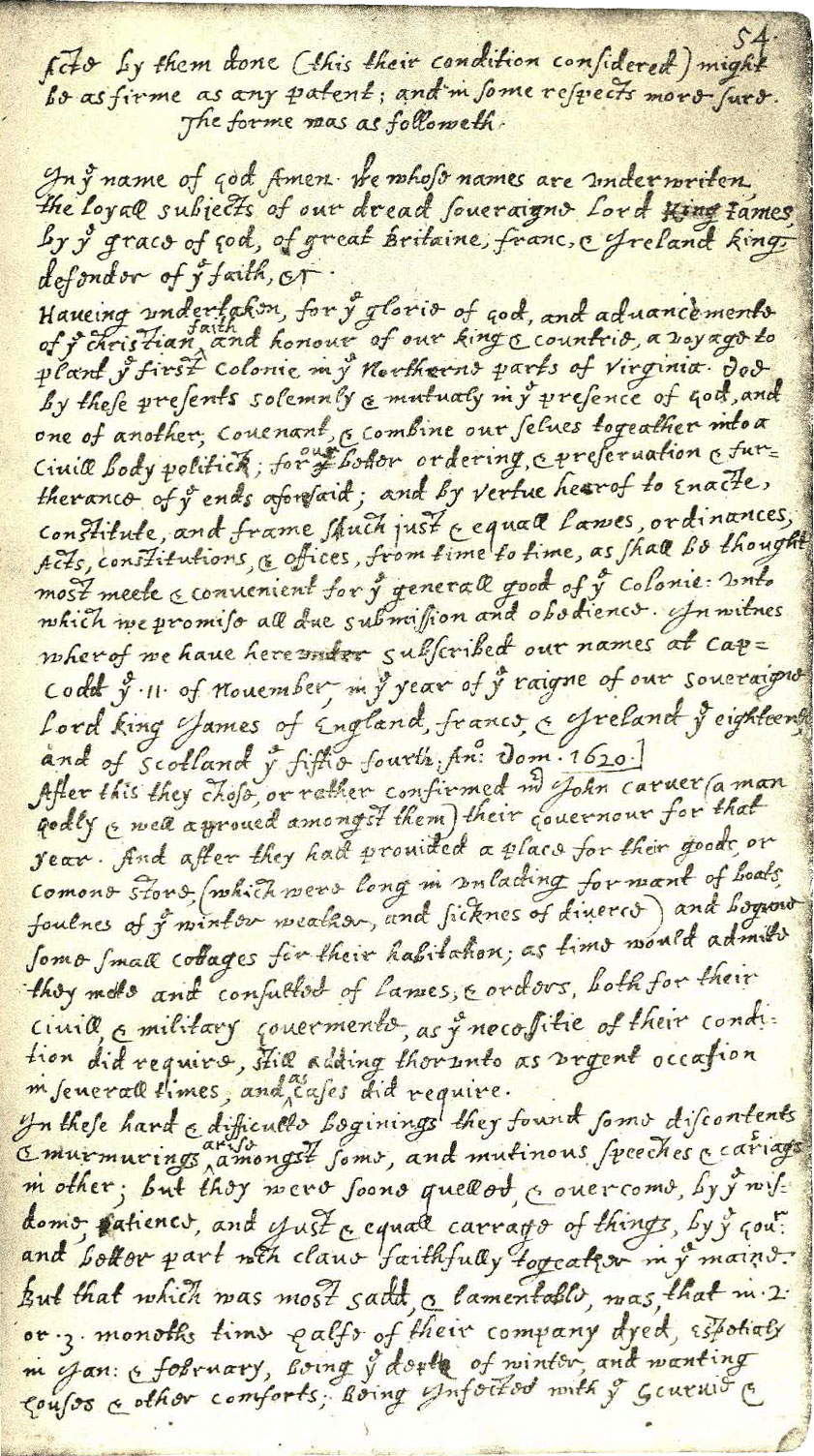
Text „Mayflower Compact“ podle přepisu Williama Bradforda z roku 1646

Mayflowerská kompaktáta (Mayflower Compact) jsou smlouva původně zvaná „Dohoda mezi osadníky Nového Plymouthu“ (v originálním znění Agreement Between the Settlers of New Plymouth). Smlouva byla podepsána 21. listopadu 1620 na palubě lodi Mayflower a byla řídícím dokumentem kolonie Plymouth.

## Důvody sepsání kompaktát
Dokument sepsali muži, kteří připluli do Severní Ameriky lodí Mayflower. Tito lidé prchali před pronásledováním anglického krále Jakuba I. Stuarta. Byli to povětšinou puritáni či jiní náboženští separatisté, obchodníci hledající nové možnosti či prostě jen dobrodruzi. Dokument Mayflower Compact byl podepsán na palubě lodi 21. listopadu 1620. V té době byl používán pro dataci Juliánský kalendář, který se rozcházel s Gregoriánským kalendářem o 10 dní. Smlouvu podepsalo 41 ze 101 cestujících, když loď Mayflower kotvila v zátoce Provincetown na severním konci mysu Cape Cod v Massachusetts. Loď měla původně doplout do Virginie, plavba byla financovaná společností Merchant Adventurers of London. Bouře donutila loď zakotvit na Cape Cod v Massachusetts. Někteří cestující, kteří nebyli puritáni (puritáni je nazývali „cizinci“), prohlásili, že „budou žít podle vlastních pravidel a svobodně; nikdo nemá právo jim velet“. Zdůvodňovali to tím, že nedostali možnost usadit se na dohodnutém místě, tedy na území Virginie. Aby zabránili chaosu, poutníci se rozhodli založit svou vlastní vládu a zároveň potvrdili svou věrnost Anglii a králi. Dokument Mayflower Compact byl tedy založen současně na majoritním (většinovém) modelu a věrnosti osadníků anglickému králi. Jednalo se v podstatě o společenskou smlouvu, v níž osadníci souhlasili s dodržováním komunitních pravidel a předpisů v zájmu pořádku a přežití.

## Založení kolonie
Před cestou do Ameriky žili tito lidé, později nazývaní Otcové poutníci (Pilgrim Fathers), několik let v Leidenu v Nizozemsku. Podmínky pro různá náboženská uskupení zde byly mnohem lepší než v Anglii. Historik Nathaniel Philbrick uvádí: „Stejně jako duchovní smlouva označila začátek jejich sboru v Leidenu, občanská smlouva poskytla základ pro sekulární vládu v Americe.“ Otcové poutníci založili Plymouth v dnešním státě Massachusetts. Bylo to teprve druhé úspěšné osídlení Ameriky Angličany. Před nimi již byla založena v roce 1607 královská kolonie Jamestown ve Virginii, kam také původně jejich loď Mayflower směřovala, než byla v důsledku bouřlivého počasí zahnána severněji.

## Publikace, signatáři

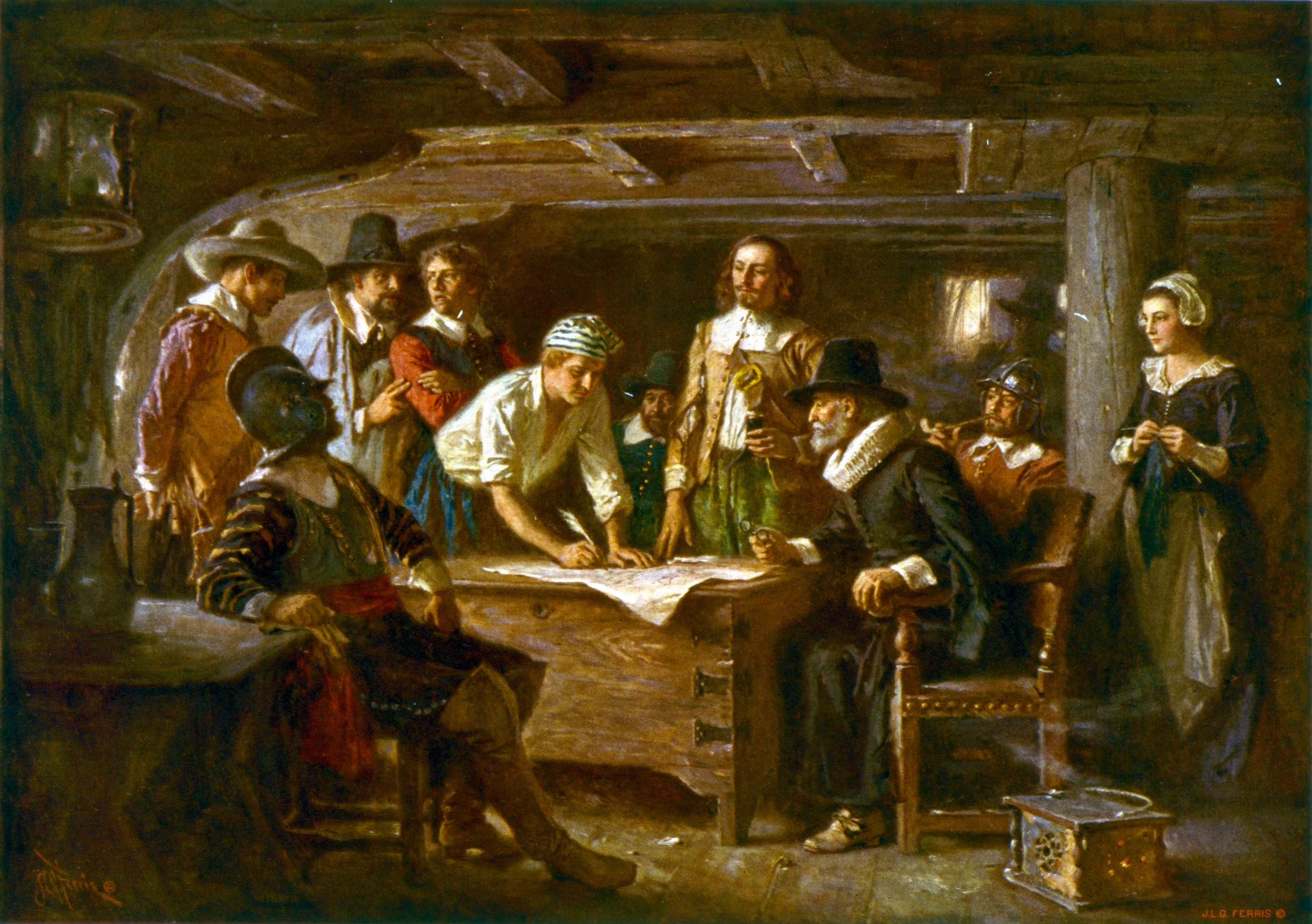
Cestující na lodi Mayflower podepisují „Mayflower Compact“: Carver, Winston, Alden, Myles Standish, Howland, Bradford, Allerton a Fuller. (pohlednice z malby Jeana Leona Geroma Ferrise)

Původní dokument byl ztracen, ale existují tři verze ze 17. století: první otištěná ve spisu „Mourt's Relation“ z roku 1622 a znovu vytisknuta v Purchas his Pilgrimes v roce 1625,  ručně přepsaná verze, kterou uvedl William Bradford ve svém deníku „Of Plimoth Plantation“ v roce 1646 a poslední vytištěná Bradfordovým synovcem Nathanielem Mortonem v New-Englands Memorial v roce 1669. Tyto tři verze se mírně liší ve znění a výrazně v pravopisu, úpravě a interpunkci.
Seznam mužů, kteří podepsali smlouvu Mayflower Compact nevypovídá o pořadí v jakém se muži podepisovali, tento údaj se nepodařilo dohledat. 
| John Carver (guvernér)      | John Howland    | John Crackstone | Edward Doty     | Richard Gardiner    |
| William Bradford (guvernér) | Stephen Hopkins | James Chilton   | Edward Leister  | Richard Clarke      |
| Edward Winslow (guvernér)   | Edward Tilley   | John Billington | John Allerton   | Thomas English      |
| William Brewster            | John Tilley     | Moses Fletcher  | Richard Warren  | John Turner         |
| Isaac Allerton              | Thomas Rogers   | John Goodman    | William White   | Edmund Margeson     |
| Myles Standish, kapitán     | Francis Cooke   | Degory Priest   | George Soule    | Richard Britteridge |
| John Alden                  | Francis Eaton   | Thomas Williams | William Mullins | Edward Fuller       |
| Samuel Fuller               | Thomas Tinker   | Gilbert Winslow | John Rigsdale   | Peter Browne        |
| Christopher Martin          |                 |                 |                 |                     |